# Damian Broj
Damian Broj (ur. 4 kwietnia 1989 w Lwówku Śląskim) – polski badmintonista, wielokrotny medalista Mistrzostw Polski, członek kadry Polski.

## Życiorys
Urodzony w Lwówku Śląskim, jednak większość swojego życia spędził w Kędzierzynie-Koźlu. Od najmłodszych lat uprawiał siatkówkę. W trzeciej klasie szkoły podstawowej, w wieku 9 lat, za namową brata spróbował swoich sił w badmintonie, w którym to odnosił swoje największe sukcesy. W 2008 w związku z rozpoczęciem studiów zawodnik przeprowadził się do Wrocławia, gdzie kontynuował treningi, a także pracował jako trener.

## Kariera sportowa
Zawodnik od początku swojej kariery związany był z jednym klubem sportowym UKS 15 Kędzierzyn-Koźle, którego barwy reprezentował przez około 15 lat. Pierwszym trenerem badmintonisty był Antoni Wiśniowski, pod którego okiem, mimo trudnych warunków treningowych, zawodnik odnosił pierwsze sukcesy. Już po roku treningów zawodnik zakwalifikował się do kadry województwa opolskiego, po dwóch latach zdobył pierwszy medal mistrzostw Polski. Kolejne lata przynosiły kolejne medale w imprezach rangi mistrzowskiej, co zaowocowało zakwalifikowaniem się do kadry Polski i wyjazdami na liczne międzynarodowe turnieje, w tym w 2005 roku na Drużynowe Mistrzostwa Europy Juniorów. Ostatni medal Mistrzostw Polski zawodnik zdobył w 2013 roku. Zawodnik jest rekordzistą pod względem liczby zdobytych tytułów Międzynarodowego Mistrza Mazowsza (sześciokrotnie stawał na najwyższym stopniu podium podczas cyklu „Mazovia Junior Cup”)

## Osiągnięcia

### Sukcesy indywidualne
- 2002:  Srebrny medal Indywidualnych Mistrzostw Polski Młodzików (gra pojedyncza)
- 2004:  Brązowy medal Ogólnopolskiej Olimpiady Młodzieży (gra podwójna)[3]
- 2005:  Złoty medal Ogólnopolskiej Olimpiady Młodzieży (gra podwójna)[4][5]
- 2005:  Srebrny medal Ogólnopolskiej Olimpiady Młodzieży (gra pojedyncza)[4][5]
- 2007:  Brązowy medal Indywidualnych Mistrzostw Polski Juniorów (gra podwójna)
- 2008:  Srebrny medal Indywidualnych Mistrzostw Polski Juniorów (gra podwójna)
- 2008:  Brązowy medal Mistrzostw Polski AZS (gra podwójna)
- 2009:  Brązowy medal Młodzieżowych Mistrzostw Polski (gra pojedyncza)[6][7][8]
- 2009:  Srebrny medal Młodzieżowych Mistrzostw Polski (gra podwójna)[6][7][8]
- 2009:  Brązowy medal Mistrzostw Polski AZS (gra podwójna)
- 2010:  Brązowy medal Młodzieżowych Mistrzostw Polski (gra podwójna)[9][10]
- 2011:  Brązowy medal Młodzieżowych Mistrzostw Polski (gra podwójna)[11]

### Sukcesy drużynowe
- 2004:  Złoty medal Mistrzostw Polski Szkół Gimnazjalnych
- 2005: 8. miejsce Drużynowych Mistrzostw Europy Juniorów
- 2008:  Złoty medal Drużynowych Mistrzostw Polski Juniorów (nagroda MVP turnieju)[12]
- 2010/2011:  Srebrny medal Ekstraklasy Badmintona (Drużynowe Mistrzostwa Polski Seniorów)
- 2012:  Złoty medal Akademickich Mistrzostw Polski (klasyfikacja drużynowa)[13]
- 2013:  Złoty medal Akademickich Mistrzostw Polski (klasyfikacja drużynowa)